# Francesco Maria Gianni
Francesco Maria Gianni (Firenze, 4 novembre 1728 – Genova, dicembre 1821) è stato uno storico, economista e politico italiano, primo ministro del Granducato di Toscana dal 1789 al 1790, fu uno dei più importanti collaboratori del granduca Pietro Leopoldo nella realizzazione delle sue riforme liberali.

## Biografia
Senatore del granducato, alto funzionario dell'amministrazione toscana, Francesco Maria Gianni è stato uno dei più importanti collaboratori del granduca Pietro Leopoldo nella realizzazione delle sue riforme liberali. Fu consigliere di stato e di finanze del granduca Pietro Leopoldo nel 1789, ministro delle Finanze del Regno di Etruria.
Ci ha lasciato importanti opere di carattere economico, sociale e storico.

## Opere
- Governo della Toscana sotto il regno di sua maesta il re Leopoldo II, In Firenze: per Gaetano Cambiagi stampatore reale, 1790
- Memorie, e pensieri per formare tre ragionamenti sulla ricchezza nazionale, Caterina Bellotti, e figlio stamp. vescov., Arezzo 1791
- Meditazione sulle teorie e sulla pratica delle imposizioni, e tasse pubbliche, 1792
- La costituzione toscana immaginata dal granduca Pietro Leopoldo: memoria del senatore F. M. Gianni scritta nell'anno 1805, Tip. dell'Ancora, Siena 1825

### Opere attribuite
- Memoria istorica dello scioglimento del debito pubblico della Toscana. O sia della soppressione dei monti di Firenze e della tassa sopra le terre che serviva per pagare gl'interessi ai montisti, Firenze 1793
- Discorso sull'aggiotaggio, Roma: presso lo stamp. repubb. Damaso Petretti, anno VI. dell'era repubblicana, 1798